# 훔볼트흰이마카푸친
훔볼트흰이마카푸친(Cebus albifrons)은 신세계 영장류의 일종으로 남아메리카의 7개 국가인 볼리비아와 브라질, 콜롬비아, 베네수엘라, 에콰도르, 페루 그리고 트리니다드토바고가 원 서식지이다. 몸길이는 40~50cm이며 몸무게는 3~5kg에 달하며 수컷이 암컷보다 크며 힘이 강하다. 이 종은 또한 여러 아종으로 나뉜다. 다른 카푸친원숭이들 처럼, 잡식성 동물이고, 주로 과일을 먹으며, 무척추동물과 기타 식물을 먹기도 한다. 일종의 일부다처제 생활을 하며, 상당히 큰 군집 생활(15 마리에서 35 마리씩)을 한다. 암컷은 격년으로 한 번에 한 마리의 새끼를 낳는다.

## 아종
- 에콰도르카푸친 (C. a. aequatorialis) - 별도의 종으로 승격
- 흰이마카푸친 또는 훔볼트흰이마카푸친 (C. a. albifrons)
- 산발머리카푸친 (C. a. cuscinus) - 별도의 종으로 승격
- 트리니다드흰이마카푸친 (C. a. trinitatis) - 별도의 종으로 승격
- 슈픽스흰이마카푸친 (C. a. unicolor) - 별도의 종으로 승격
- 알록카푸친 (C. a. versicolor) - 별도의 종으로 승격